# غضبانیه
غضبانیه، روستایی از توابع بخش مینو شهرستان خرمشهر در استان خوزستان ایران است.

## جمعیت
این روستا در دهستان جزیره مینو قرار دارد و براساس سرشماری مرکز آمار ایران در سال ۱۳۸۵، جمعیت آن ۵۹ نفر (۱۱خانوار) بوده‌است.